# Li Zhaoxing
Li Zhaoxing (李肇星S, Lǐ ZhàoxīngP; Jiaonan, 20 ottobre 1940) è un diplomatico e politico cinese, ministro degli affari esteri dal 2003 al 2007.

## Biografia
Nativo della cittadina di Jiaonan, si laureò presso l'Università di Pechino nel 1964. Lavorò quindi come diplomatico in Africa prima di divenire assistente del ministro degli esteri nel 1990 e vice ministro nel 1995. Tra gli anni novanta e duemila fu ambasciatore della Repubblica Popolare Cinese nelle Nazioni Unite (1993-1995) e negli Stati Uniti (1998-2001).
Dal 2003 al 2007 ricoprì l'incarico di ministro degli affari esteri, nel corso dell'amministrazione di Hu Jintao. Al termine del suo mandato fu incluso nell'organizzazione Global Elders, che scelse di abbandonare poco tempo dopo.